# John Barton (calciatore)
John S. Barton (Birmingham, 24 ottobre 1953) è un allenatore di calcio e calciatore inglese, di ruolo difensore.

## Caratteristiche tecniche
Era un terzino destro.

## Carriera

### Giocatore
Inizia la carriera con i semiprofessionisti dello Stourbridge per poi nel 1976 passare al Worcester City, con cui nella sua prima stagione vince la Southern League Division One North, conquistando la promozione in Southern League, una delle principali leghe inglesi dell'epoca al di fuori della Football League (insieme ad Isthmian League e Northern Premier League); nella stagione 1978-1979 vince anche questo campionato (oltre a raggiungere la semifinale di Coppa del Galles, a cui il club ha partecipato in alcune edizioni pur essendo inglese), ed il club a fine anno viene ammesso alla neonata Allianca Premier League (il nuovo principale campionato inglese al di fuori della Football League, che de facto era anche il quinto livello del campionato pur non esistendo ancora per diverse stagioni un meccanismo di promozioni e retrocessioni automatiche verso i campionati della Football League). Barton non gioca tuttavia in questo campionato, dal momento che a fine stagione viene tesserato dall'Everton, club di prima divisione; qui, in 4 anni di permanenza, non trova però mai grande continuità di impiego: tra il 1979 ed il 1983 gioca in totale infatti solamente 20 partite di campionato, ed al termine della stagione 1982-1983 viene ceduto al Derby County, in seconda divisione. Durante la stagione 1983-1984 il Derby County retrocede in terza divisione, categoria in cui Barton gioca nella stagione 1984-1985, per complessive 69 presenze ed una rete nel club. Nel 1985 si trasferisce in Alliance Premier League ai Kidderminster, con cui nella stagione 1986-1987 vince un FA Trophy. Tra il 1991 ed il 1993 totalizza 15 presenze nella Southern League Midland Division (settima divisione) con il Nuneaton Borough.

### Allenatore
Nella stagione 1993-1994 allena il Nuneaton Borough. Dal 1994 al 1998 allena il Burton Albion, club di Southern League (all'epoca la sesta divisione inglese): in 4 anni di permanenza vince una Southern League Cup ed una Birmingham Senior Cup (entrambe nella stagione 1996-1997) ma senza mai riuscire ad ottenere la promozione nella categoria superiore. Nel 1999 fa ritorno al Worcester City, questa volta in veste di allenatore, sempre in Southern League: nel corso della sua permanenza in panchina vince un'altra Southern League Cup e, grazie al quinto posto in classifica nel campionato 2003-2004, riesce a far ammettere il club alla neonata Conference South, nuovo sesto livello calcistico inglese, in cui continua ad allenare il club anche nella stagione 2004-2005, dimettendosi dall'incarico nel gennaio del 2005. In seguito, nel 2007 torna per un breve periodo ad allenare il Worcester City, con un incarico ad interim al posto dell'esonerato Andy Preece (che l'aveva sostituito in panchina poco più di 2 anni prima).

## Palmarès

### Giocatore

#### Competizioni nazionali
- FA Trophy: 1

Kidderminster Harriers: 1986-1987
- Southern Football League: 1

Worcester City: 1978-1979

#### Competizioni regionali
- Southern League Division One North: 1

Worcester City: 1976-1977
- Staffordshire Senior Cup: 1

Worcester City: 1976-1977
- Worcestershire Senior Cup: 1

Worcester City: 1977-1978

### Allenatore

#### Competizioni nazionali
- Southern Football League Cup: 2

Burton Albion: 1996-1997
Worcester City: 2000-2001

#### Competizioni regionali
- Birmingham Senior Cup: 1

Burton Albion: 1996-1997